# Brometo de cromo(II)
Brometo de cromo(II) é um composto inorgânico de fórmula química CrBr2.